# Lophognathus
Lophognathus ist eine im nördlichen Australien endemisch vorkommende Gattung der Agamen. Die Gattung kommt dort vom westlichen, nördlichen und zentralen Queensland über den Norden des Northern Territory bis in den Norden von Western Australia vor.

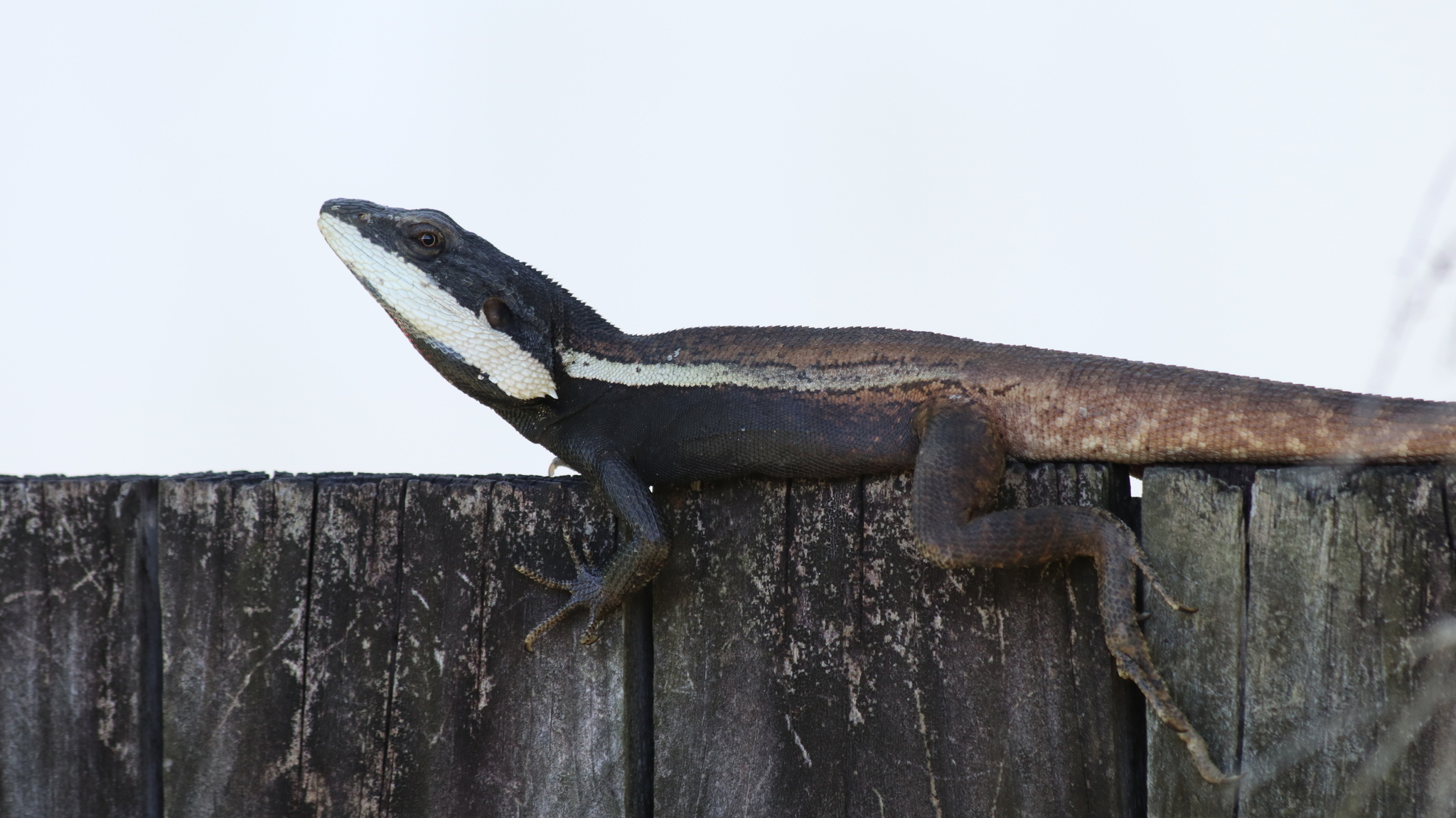
Lophognathus horneri

## Merkmale
Lophognathus-Arten sind relativ große, kräftig gebaute Echsen mit Beinen und Schwanz von mittlerer Länge. Ihre Grundfärbung ist grau, braun, rostbraun oder schwarz. Je ein breiter heller Streifen verläuft im oberen Bereich der Körperseiten vom Hinterkopf bis zu den Hüften. Diese Streifen sind oben und durch eine Reihe dunkel pigmentierter Schuppen abgegrenzt. Außerdem können sie von braunen oder grauen Keilen durchschnitten werden. Ebenso verlaufen weitere helle, cremefarbene, weiße, graue oder gelb gefärbte Streifen entlang der Ränder von Ober- und Unterkiefer, sowie vom Hinterrand der Augen bis über die freiliegenden und sichtbaren Trommelfelle. Die Seitenstreifen und der helle Maulbereich gehen nicht ineinander über. Im Nacken befindet sich ein gut entwickelter Kamm, der in eine Reihe vergrößerter, stark gekielter Schuppen oberhalb der Wirbelsäule übergeht. Die übrigen Rückenschuppen sind heterogen. Die Kehlschuppen sind glatt bis etwas gekielt, die Bauchschuppen sind schwach bis stark gekielt.

## Lebensweise
Lophognathus-Arten kommen in Wäldern und Buschland vor, oft in der Nähe von Flussläufen.

## Systematik
Die Gattung Lophognathus wurde 1842 durch den britischen Zoologen John Edward Gray eingeführt. Sie ist die Schwestergattung von Amphibolurus; die von beiden Gattungen gebildete Klade ist die Schwestergruppe der Kragenechse (Chlamydosaurus kingii). Alle drei Gattungen zusammen bilden innerhalb der Agamen mit ca. 15 weiteren Gattungen die Unterfamilie Amphibolurinae, die in Neuguinea und Australien vorkommt.
Es gibt zwei Arten:
- Lophognathus gilberti Gray, 1842
- Lophognathus horneri Melville, Ritchie, Chapple, Glor & Schulte, 2018